# Годунов, Матвей Михайлович
Матвей Михайлович Годунов-Толстый († 1639) — стольник, наместник, воевода, окольничий и боярин во времена правления Фёдора Ивановича, Бориса Годунова, Смутное время и Михаиле Фёдоровиче, последний боярин из рода Годуновых.
Пятый сын воеводы Михаила Васильевича Годунова-Толстого († после 1565). Дальний родственник царя Бориса Годунова.

## Биография
Впервые упоминается в чине стольника в день приёма цесарского посла Аврама Донавского (22 мая 1597).
Во время похода царя Бориса Годунова к Серпухову против крымского хана Казы-Гирея Боры, оставлен в Москве охранять царское семейство и казну (1598).
Получил чин окольничего (1600), Пожалован в бояре (24 декабря 1604 — упомянут в данном титуле 1629).
После смерти царя Бориса Годунова и вступления на царский престол Лжедмитрия I — Матвей Михайлович попал в опалу (1605). Отправлен на воеводство в Тюмень (1608-1615). Ходил в ответ к литовскому послу и тогда же показывается наместником ржевским (1618).
Местничал с князем Афанасием Васильевичем Лобановым-Ростовским по назначению для подготовки острогов для обороны Москвы (1619), за ослушание посажен в тюрьму, так как Государь приказал быть без мест. Неоднократно приглашался к столу Государя (1619). Служил воеводой в Тобольске (1620-1623). Участвовал в работе Монастырского и Переносных дел приказов (1628-1632). Находился в ответе и на отпуске шведских послов (21 и 24 февраля 1630). Послан в Рязань разбирать дворян и детей боярских (февраль 1631). Неоднократно отвозил за свой счёт государевы запасы под Смоленск (1631—1634). Воевода в Казани (1632-1634). На дворцовой службе, присутствовал при приёме и отпуске послов. Дневал и ночевал при гробе царевича Ивана Михайловича (18 и 25 января и 12 февраля 1639).
Скончался († 1639).

## Семья
Сыновья:
- Годунов Иван Матвеевич — стольник (1629—1640).
- Годунов Фёдор Матвеевич — стольник (1650—1652).
- Годунов Сергей Матвеевич — похоронен в Ипатьевском монастыре.

Дочь:
- Акулина Матвеевна — жена князя Ивана Григорьевича Ромодановского.